# Bergbuskekorre
Bergbuskekorre (Paraxerus lucifer) är en däggdjursart som först beskrevs av Thomas 1897. Den ingår i släktet Paraxerus, och familjen ekorrar. IUCN kategoriserar arten globalt som otillräckligt studerad. Inga underarter finns listade.

## Taxonomi
Denna art och den nära släktingen Paraxerus vexillarius (samt den senares underart, som ibland betraktas som en egen art) räknas ibland till ett eget undersläkte Lucifer. Det vetenskapliga namnet blir alltså då Paraxerus (Lucifer) lucifer.

## Utbredning
Denna buskekorre förekommer i östra Afrika i norra Malawi och sydvästra Tanzania. Har ännu ej blivit påträffad i nordöstra Zambia, trots dess geografiska närhet till utbredningsområdet.

## Ekologi
Arten lever i fuktiga, tropiska bergsskogar, där den kan nå upp till 2 000 meters höjd. Den är dagaktiv och främst trädlevande, även om den också tros ge sig ner till markytan för födosök. Maten består av frukter, nötter och andra växtdelar samt insekter som myror och termiter.
Ekorren är tämligen högljudd, med ett distinkt och kraftigt läte.

## Beskrivning
Arten blir 20 till 33 cm lång (huvud och bål), har en 16 till 27 cm lång svans och väger 650 till 750 gram. Kroppen är täckt med klarröd till rödbrun päls på huvudet, sidorna, extremiteterna och vanligen även ryggen. På ryggen kan den ha en stor, svartaktig fläck. Buksidan och strupen är duvgrå, och den yviga svansen är röd med otydliga, svarta tvärstreck.